# Balls Up
Balls Up är en kanadensisk komedi TV-film med den prisbelönta skådespelerskan Torri Higginson i huvudrollen. Filmen skrevs av Alan Erlich och filmades i Toronto, Kanada. 

## Handling
Ett par som jobbar på det kanadensiska lotteriet bestämmer sig en dag för att lura sina arbetsgivare på storvinsten, 24 miljoner dollar. De planerar att de kan göra detta med hjälp av ytterligare tre personer men samtidigt får allt fler människor reda på vad som försiggår och ansluter sig till den lagbrytande gruppen. En lånehaj och en indisk sekt utarbetar sina egna planer för att komma åt pengarna. Kärlek hittar även sin väg in i den snabbt försämrande situationen och komplicerar allt ytterligare.

## Rollbesättning
- Torri Higginson - Jenny
- Albert Schultz - Byron
- Ellen Dubin - Tracy
- Allegra Fulton - Michelle
- Pam Hyatt - Mamman
- Pamela Sinha - Macbool
- Vik Sahay - Debdash
- Sam Moses - Guru
- Jonathan Potts - Ken
- Joel S. Keller - Max
- Richard MacMillan - Larry
- Vince Corazza - Dominic
- Joe Pingue - Anatoli
- Brooke Johnson - Polis